# Лікінг (Міссурі)
Лікінг (англ. Licking) — місто (англ. city) в США, в окрузі Техас штату Міссурі. Населення — 2851 особа (2020).

## Географія
Лікінг розташований за координатами 37°30′2″ пн. ш. 91°51′40″ зх. д. / 37.50056° пн. ш. 91.86111° зх. д. (37.500455, -91.861146).  За даними Бюро перепису населення США в 2010 році місто мало площу 5,55 км², з яких 5,52 км² — суходіл та 0,03 км² — водойми.

## Демографія
Згідно з переписом 2010 року, у місті мешкали 3124 особи в 634 домогосподарствах у складі 397 родин. Густота населення становила 563 особи/км².  Було 742 помешкання (134/км²).
Расовий склад населення:
| - 73,1 % — білих - 25,6 % — чорних або афроамериканців - 0,6 % — корінних американців - 0,2 % — азіатів |

До двох чи більше рас належало 0,4 %. Частка іспаномовних становила 2,2 % від усіх жителів.
За віковим діапазоном населення розподілялося таким чином: 12,9 % — особи молодші 18 років, 76,3 % — особи у віці 18—64 років, 10,8 % — особи у віці 65 років та старші. Медіана віку мешканця становила 35,0 року. На 100 осіб жіночої статі у місті припадало 275,0 чоловіків;  на 100 жінок у віці від 18 років та старших — 330,4 чоловіків також старших 18 років.
Середній дохід на одне домашнє господарство  становив 40 330 доларів США (медіана — 21 568), а середній дохід на одну сім'ю — 54 123 долари (медіана — 37 537). Медіана доходів становила 31 324 долари для чоловіків та 32 574 долари для жінок. За межею бідності перебувало 32,1 % осіб, у тому числі 35,4 % дітей у віці до 18 років та 16,5 % осіб у віці 65 років та старших.
Цивільне працевлаштоване населення становило 597 осіб. Основні галузі зайнятості: освіта, охорона здоров'я та соціальна допомога — 18,4 %, транспорт — 14,2 %, мистецтво, розваги та відпочинок — 14,1 %.